# St. Jakobus major (Gersthofen)

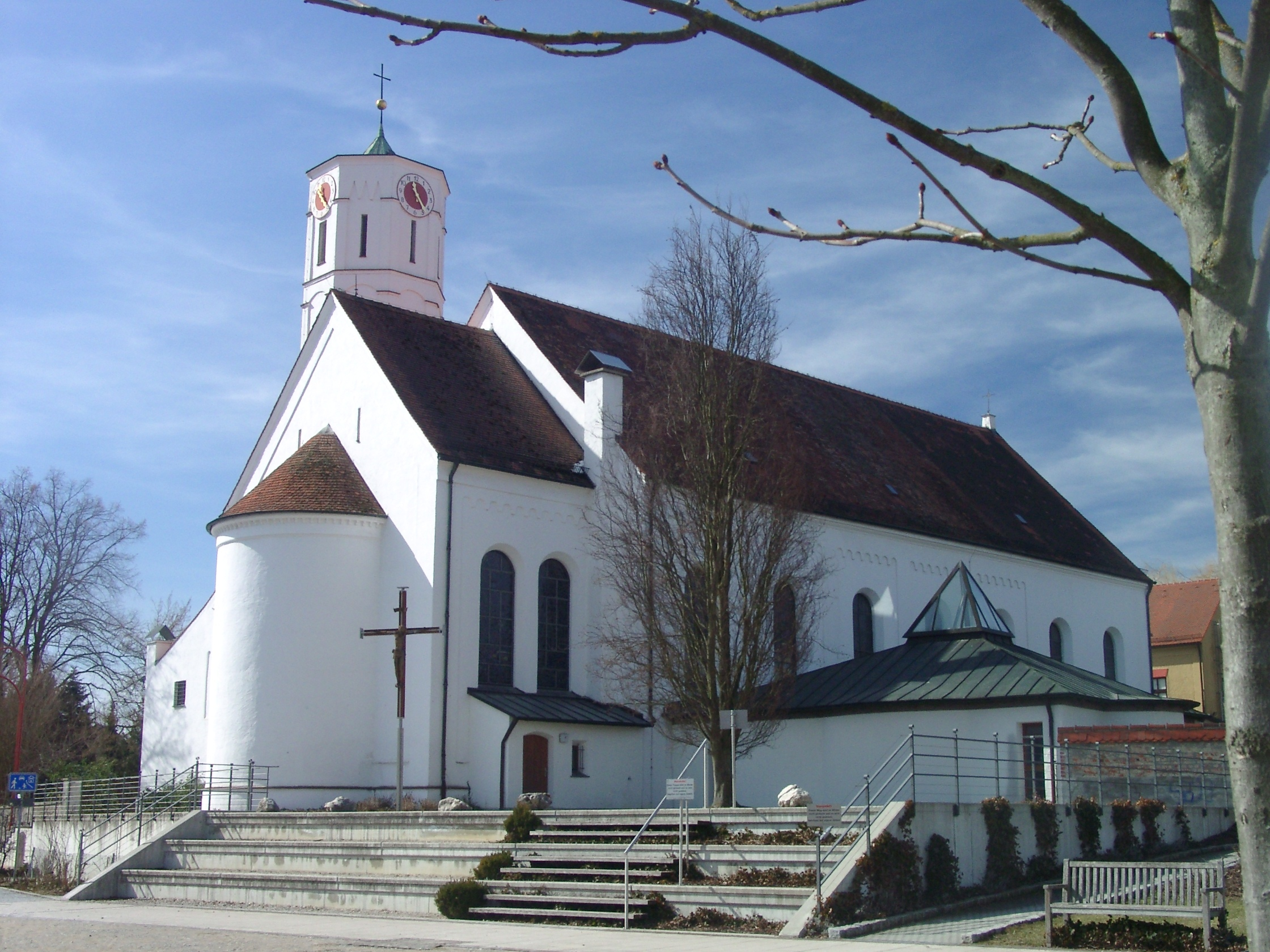
Rückansicht der Pfarrkirche St. Jakobus mit modernen Ulrichskapelle

Die römisch-katholische Pfarrkirche St. Jakobus major früher auch St. Jakobus d. Ä., in Gersthofen, einer Stadt im schwäbischen Landkreis Augsburg in Bayern, wurde nach einem weitgehenden Abriss des Vorgängerbaus 1854/55 errichtet und 1924/25 erweitert. Sie ist als Baudenkmal geschützt. Seit 2006 bildet St. Jakobus major mit Maria, Königin des Friedens die Pfarreiengemeinschaft Gersthofen.

## Lage
Die Kirche erhebt sich nördlich am Ortsausgang auf einer Anhöhe, am Rande einer Hochtrasse über den Lech, an der zur Römerzeit die Via Claudia vorbeiführte.

## Geschichte

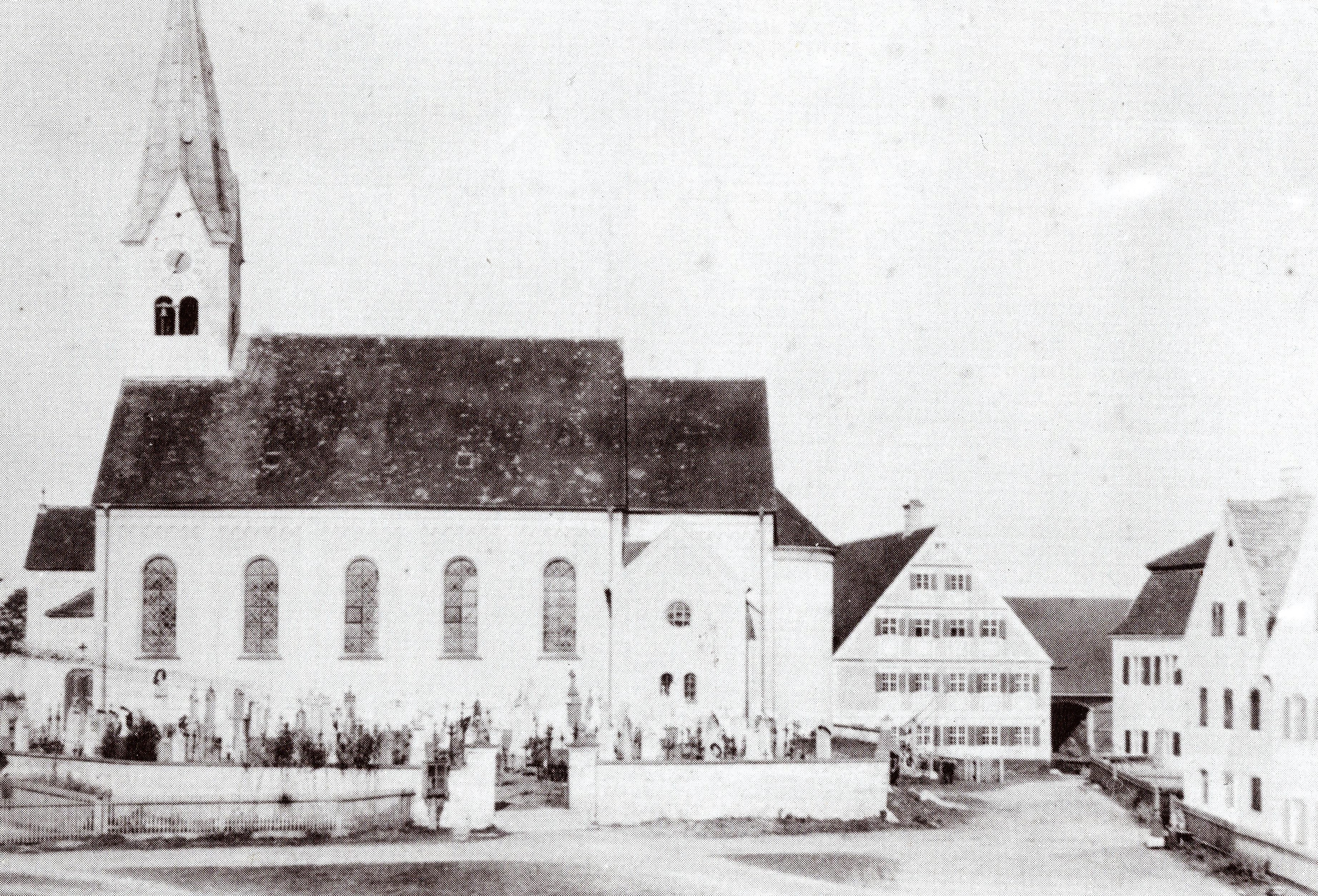
Vorgängerbau mit dem noch alten romanisch-gotischen Westturm, 1891

### Vorgängerbau
Der heutige Kirchenbau hat mehrere Vorgängerbauten vorzuweisen. Beim Abriss der alten Pfarrkirche St. Jakobus 1854 kamen im Fundament die Überreste eines römischen Merkurheiligtums aus dem 1. Jahrhundert zu Tage. Ob die Spolien auf einen lokalen Tempel hinweisen oder erst für den Bau einer Kirche dorthin transferiert wurden, ist nicht bekannt. Der Standort an der Via Claudia auf dem Weg zur Donau dürfte rastenden Reisenden als Opferstätte gedient haben. Des Weiteren könnte sie in Nachfolge zu einer älteren, keltischen Kultstätte stehen. Der Stifter war laut Inschrift ein romanisierter Kelte Namens Publius Aelius Senno, welcher unter der Regierungszeit Kaiser Hadrians lebte. Der Marmoraltar befindet sich heute im Römischen Museum Augsburg. Mit der alemannischen Siedlung des Gerfred entstand um 800 auf dem Grund eine hölzerne Eigenkirche. Das Gotteshaus wurde im 12. Jahrhundert durch eine feste Kirche im romanischen oder frühgotischen Stil ersetzt. Um die gleiche Zeit scheint die Kirche auch ihre pfarrlichen Rechte erlangt zu haben. 1506 ist erstmals urkundlich das St.-Jakobus-Patrozinium erwähnt, reicht vermutlich aber bis in das 10. Jahrhundert zurück. Das Patronatsrecht der Kirche wie auch der Kapelle St. Emmeram besaß das Domkapitel Augsburg.
Die Kirche wurde mit Dom-Kanoniker und später mit Weltpriester versehen. 1620 fand unter der Leitung des domkapitelschen Werkmeisters Jakob Aschberger und Michael Birkenberger eine Erneuerung des romanischen Westturms statt, einer wohl bereits spätgotischen Kirche. 1670/71 wurde das Langhaus vergrößert und der Turm erhöht. Ein neuer Dachstuhl wurde 1726 errichtet. Der gotische Spitzhelm des Turmes wurde dabei beibehalten. Der fürstbischöfliche Hofbaumeister von Augsburg Ignaz Paulus vergrößerte 1754 den einschiffigen Kirchenbau, wobei er den Chor neu errichtete und den Westturm in den Dachstuhl integrierte. Im Innenraum waren die Wände mit Pilastern gegliedert und die Decke mit Stuck verziert. Die Fresken und Altarbilder schuf der Augsburger Rokoko-Maler Johann Wolfgang Baumgartner.

### Neubau
Das Wachstum der Pfarrei erforderte im 19. Jahrhundert eine weitere Vergrößerung. Die Erweiterungspläne scheiterten jedoch an der Finanzierung. 1854/55 fiel unter der Amtszeit des Pfarrers Wilhelm Zwirg die Entscheidung auf einen Neubau im neuromanischen Stil unter Einbeziehung des älteren Turms, nach den Plänen des Architekten Georg von Stengel, mit dem weitgehenden Abriss des Vorgängerbaus. Dieser wurde am 29. September 1864 von Bischof Pankratius von Dinkel geweiht. Die Ausmalung der Wände übernahm der Maler Joseph Kober. 1897 zählte die Pfarrei 948 Katholiken. Bis 1916 stieg die Zahl auf 2200. 
Beim grundlegenden Umbau in den Jahren 1924/25 unter der Leitung des Architekten Michael Kurz wurde der Westturm durch einen neuen Turm an der Südseite ersetzt. Gleichzeitig wurde das Kirchenschiff nach Westen verlängert. Die Fresken im Innenraum gestaltete diesmal der Maler Paul Thalheimer. 1940 ließ man diese wieder entfernen. Der die Kirche umgebende Friedhof wurde aufgelassen und an dessen Stelle ein Kriegerdenkmal errichtet. Der Zuzug nach dem Zweiten Weltkrieg machte 1968 die Teilung der Pfarrei notwendig (siehe Maria, Königin des Friedens). 1984 wurde im Norden die Ulrichskapelle angebaut. Der Augsburger Künstler Georg Bernhard gestaltete 1989 die Deckenfresken neu. 2011 fand eine Innenrenovierung statt. 2014 begann die Feier zum 150. Jubiläum der Einweihung der Kirche.

## Architektur
Der Saalbau besitzt einen eingezogenen Chor, der aus einem kurzen, querrechteckigen Vorjoch mit Kreuzgratgewölbe und halbrunder Apsis besteht. Der quadratische Turm schließt mit einem Spitzhelm ab.

## Ausstattung

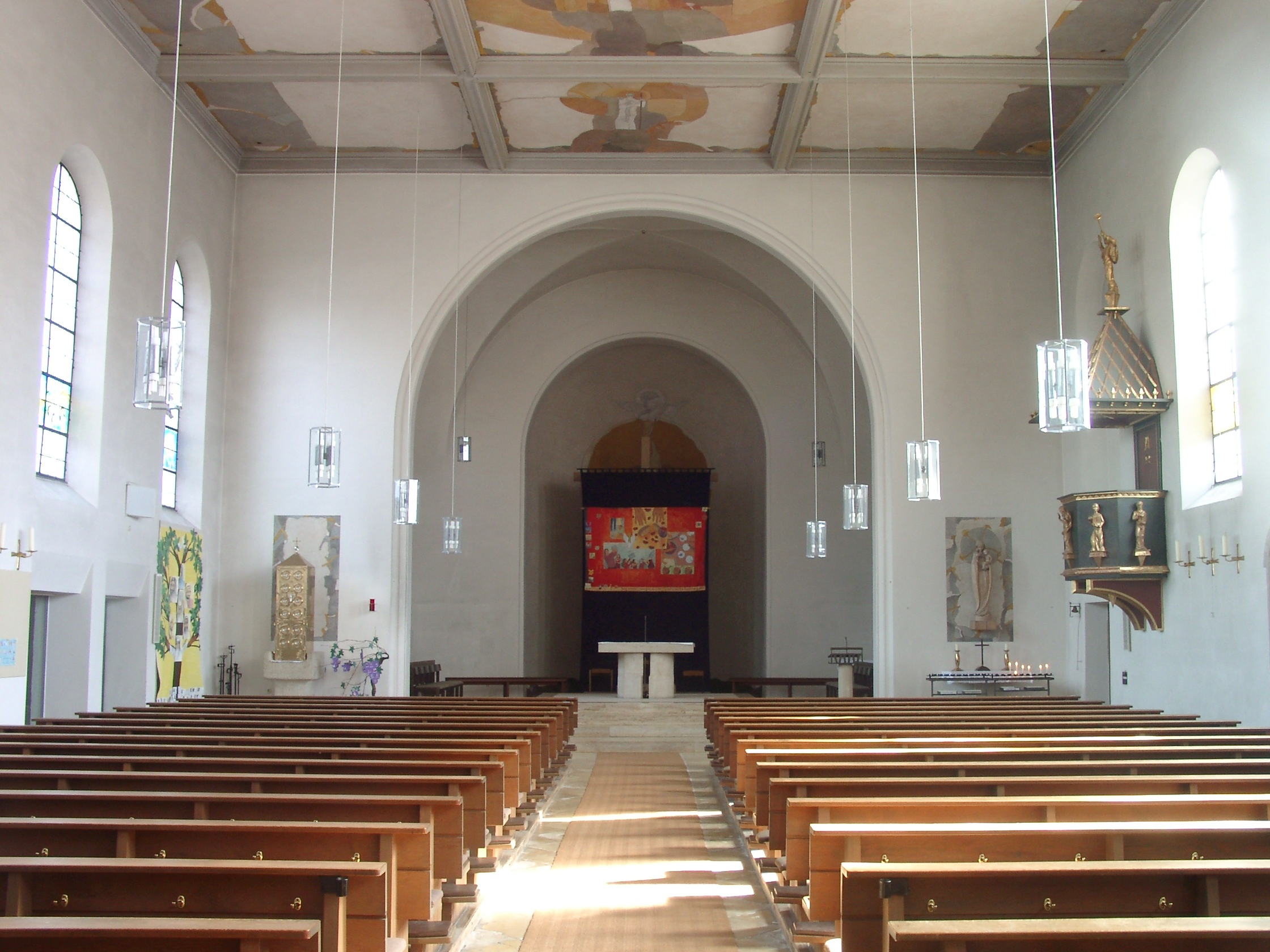
Innenraum

Von der Ausstattung aus der Zeit des Barock haben sich die ehemaligen Seitenaltarblätter Muttgergottes mit Kind sowie Joachim und Anna begegnen sich an der goldenen Pforte, um 1754/1755, die dem Augsburger Rokoko-Maler Johann Wolfgang Baumgartner zugeschrieben werden, erhalten. Sie sind mit dem Stifterwappen AMPG= Antonius Mark Parochus Gersthofensis versehen. Das Hochaltarbild ist verschollen. Am nördlichen Seiteneingang befindet sich die Figur des hl. Antonius von Padua, um 1720 und an der nördlichen Langhauswand auf Konsolen die Statuen der hl. Klara von Assisi, um 1720/30, vermutlich aus dem Umkreis des Augsburger Bildhauers Ehrgott Bernhard Brendel, sowie eine große Christusfigur, geschaffen um 1750. 
Die Kreuzigungsgruppe in der Vorhalle ist ein Werk des Münchner Bildhauers Johann Evangelist Riedmüller aus der Zeit um 1855/60. Die 14 Stationsbilder des Kreuzweges sind modern aus der Zeit um 1925. Die große Kreuzigungsgruppe im Chor ist um die gleiche Zeit entstanden. Die Kanzel an der südlichen Langhauswand wurde 1925 vom Augsburger Schreinermeister Ludwig Hotter gefertigt. Die neuromanischen Wandmalereien wurden beim Umbau 1924/25 entfernt und die Fresken von Paul Thalheimer um 1940 übermalt. Das neuromanische Gestühl wurde 1966 durch ein modernes ersetzt. Die Deckenfresken die einen Bilderzyklus zum Kirchenpatron zeigen, gestaltete 1989 der Augsburger Künstler Georg Bernhard neu.

### Grabplatten
- Johann Nepomuk Kleber, Pfarrer aus Thannhausen († 1787)
- Matthias Abt, Pfarrer aus Diedorf († 1845)
- Wilhelm Zwirg, Pfarrer aus Illertissen († 1866)

## Geläut
1917 wurden von der 11. bayerischen Infanterie-Brigade vier Glocken entnommen und zu Kanonenfutter gegossen. Im Turm hängen seit 1949 fünf Stahlglocken vom Bochumer Verein für Bergbau und Gußstahlfabrikation. Die größte 25 Zentner schwere Glocke trägt die Inschrift: Heiliger Jakobus, steh uns bei. Die Renaissanceglocke, die sich im Turm der Kapelle St. Emmeram erhalten hat, war wohl einst Teil des Geläuts der alten Kirche St. Jakobus. Die Glocke hat einen Durchmesser von 46,5 cm und eine Höhe von 40 cm. Sie wurde 1611 vom Augsburger Glockengießer Wolfgang Neidhardt hergestellt. Die Schulterinschrift lautet: WOLFFGANG NEIDHARDT IN AVGSPVRG GOS MICH ANNO 1611. Die Reliefs zeigen auf der Flanke eine Muttergottes im Strahlenkranz, den Kirchenpatron Jakobus maior, Kronenbügel und auf der Vorderseite einen Frauenkopf mit Kopftuch.

## Klosterhof
Nordöstlich der Kirche stand bis 1995 der ehemalige Klosterhof, früher hinterer Maierhof, der von 1935 bis 1984 von den Schwestern des Dominikanerinnenklosters St. Ursula in Augsburg bewohnt war.